# Fabio Borini
Fabio Borini (født 29. marts 1991) er en italiensk professionel fodboldspiller, som spiller for den tyrkiske Süper Lig-klub Fatih Karagümrük

## Klubkarriere

### Chelsea
Efter at oprindeligt have kommet fra Bolognas ungdomsakademi, og skiftede i 2007 til Chelseas akademi.
Borini fik sin professionelle debut for Chelsea den 20. september 2009 i en League Cup-kamp. 

#### Lån til Swansea City
Borini blev udlejet til Swansea City i marts 2011.

### Parma
Borini skiftede til Parma i juli 2011.

### Lån til og køb af Roma
Borini skiftede videre fra Parma med det samme, og i august 2011 skiftede han til AS Roma på en lejeaftale med en mulighed for at gøre aftalen permanent. Denne mulighed blev taget i januar 2012, hvor han skiftede fast til Roma.

### Liverpool
Borini returnede til England i juli 2012, da han skiftede til Liverpool.

#### Lån til Sunderland
Borini blev udlejet til Sunderland for 2013-14 sæsonen.

### Sunderland
Efter en sæson tilbage hos Liverpool, så skiftede Borini tilbage til Sunderland på en fast aftale i august 2015.

### Milan
Borini skiftede i juni 2017 til Milan på en lejeaftale med obligation til at købe ham. Denne obligation blev gennemført i juni 2018.

### Hellas Verona
Borini skiftede i januar 2020 til Hellas Verona.

### Fatih Karagümrük
Borini skiftede i december 2020 til Fatih Karagümrük.

## Landsholdskarriere

### Ungdomslandshold
Borini har repræsenteret Italien på flere ungdomsniveauer.

### Seniorlandshold
Borini spillede sin første og hidtil eneste landskamp for seniorlandsholdet den 29. februar 2012.
Borini var del af Italiens trup til EM 2012, men kom ikke på banen i løbet af turneringen.